# 以色列財政部
以色列財政部（希伯來語：מִשְׂרַד הָאוֹצָר,Misrad HaOtzar）是以色列政府的主要經濟部門。它負責規劃和實施政府的總體經濟政策，制定財政政策目標，編制國家預算草案並監督已批准預算的執行情況。該部還管理國家收入，徵收直接和間接稅，並促進非居民投資。此外，該部還與外國政府、經濟組織和國際社會建立經濟關係。該部監管國有企業部門和資本市場、儲蓄和保險。該部還作為汽車、計算機服務、印刷和政府採購等政府部門的輔助單位。